# Rocks Cluster Distribution
Rocks Clusters è una distribuzione GNU/Linux derivata da CentOS e specializzata per il calcolo distribuito, il calcolo parallelo e il grid computing.
L'estrema semplicità dell'installazione e della procedura di aggiunta dei nodi computazionali, l'utilizzo di roll (e.g. SGE Roll, Lustre Roll), ovvero grandi pacchetti di software preconfigurato, la rendono una delle soluzioni più interessanti per la realizzazione di computer cluster.
Rocks Cluster è distribuito con licenza open source.